# Будки (Коростенський район)
Будки́ (до 1960 року — Будки-Собичинські, у 2010 році — Будки-Комсомольські)  — село в Україні, в Олевській міській територіальній громаді Коростенського району Житомирської області. Кількість населення становить 284 особи (2001). У 1925—54 роках — адміністративний центр колишньої Будко-Собичинської сільської ради.

## Населення
Станом на 1923 рік кількість населення становила 277 мешканців, дворів — 60.
Відповідно до результатів перепису населення СРСР, кількість населення, станом на 12 січня 1989 року, становила 327 осіб. Станом на 5 грудня 2001 року, відповідно до перепису населення України, кількість мешканців села становила 284 особи.

## Історія
У березні 1921 року сільце Будки-Собичинські, в складі Юрівської волості, передане до новоствореного Коростенського повіту Волинської губернії. У 1923 році включене до складу новоутвореної Собичинської сільської ради, яка, від 7 березня 1923 року, увійшла до складу новоствореного Олевського району Коростенської округи. Розміщувалося за 20 верст від районного центру, містечка Олевськ, та 1 версту від центру сільської ради, с. Собичин.
12 січня 1924 року, відповідно до рішення Волинської ГАТК (протокол № 6/1 «Про зміни в межах округів, районів і сільрад»), село передане до складу Андріївської сільської ради. 8 вересня 1925 року включене до складу новоствореної Будко-Собичинської польської національної сільської ради Олевського району, адміністративний центр ради.
Під час організованого радянською владою Голодомору 1932—1933 років померло щонайменше 4 жителі села.
11 серпня 1954 року, відповідно до указу Президії Верховної ради Української РСР «Про укрупнення сільських рад по Житомирській області», Будко-Собичинську сільську раду ліквідовано, село повернуте до складу Собичинської (згодом — Комсомольська сільська рада, Покровська сільська рада) сільської ради Олевського району Житомирської області. 5 серпня 1960 року село отримало нову назву — Будки.
18 березня 2010 року, відповідно до рішення Житомирської обласної ради № 1062 «Про внесення змін в адміністративно-територіальний устрій Житомирської області», село перейменоване на Будки-Комсомольські. 8 вересня 2010 року Житомирська обласна рада, рішенням № 1202 "Про внесення змін до рішення обласної ради від 18.03.10 № 1062 «Про внесення змін в адміністративно-територіальний устрій Житомирської області», скасувала перейменування села, повернувши йому назву Будки.
23 липня 1991 року, відповідно до постанови Кабінету Міністрів Української РСР № 106 «Про організацію виконання постанов Верховної Ради Української РСР…», село віднесене до зони гарантованого добровільного відселення (третя зона) внаслідок аварії на Чорнобильській АЕС.
11 серпня 2016 року село увійшло до складу новоствореної Олевської міської територіальної громади Олевського району Житомирської області. Від 19 липня 2020 року, разом з громадою, в складі новоствореного Коростенського району Житомирської області.